# پاچکنار
پاچکنار، روستایی است از توابع بخش مرکزی شهرستان رشت در استان گیلان ایران.

## جمعیت
این روستا در دهستان حومه قرار دارد و براساس سرشماری مرکز آمار ایران در سال ۱۳۸۵، جمعیت آن ۱۶۳۸ نفر (۴۵۶خانوار) بوده‌است.

## مشاهیر
- راستین بامداد پاچکناری - یکی از برنامه نویسان کار درست ایرانی است که در شرکت های بزرگی در سطح بین المللی فعالیت می نماید.